# Primer Convenio de Ginebra

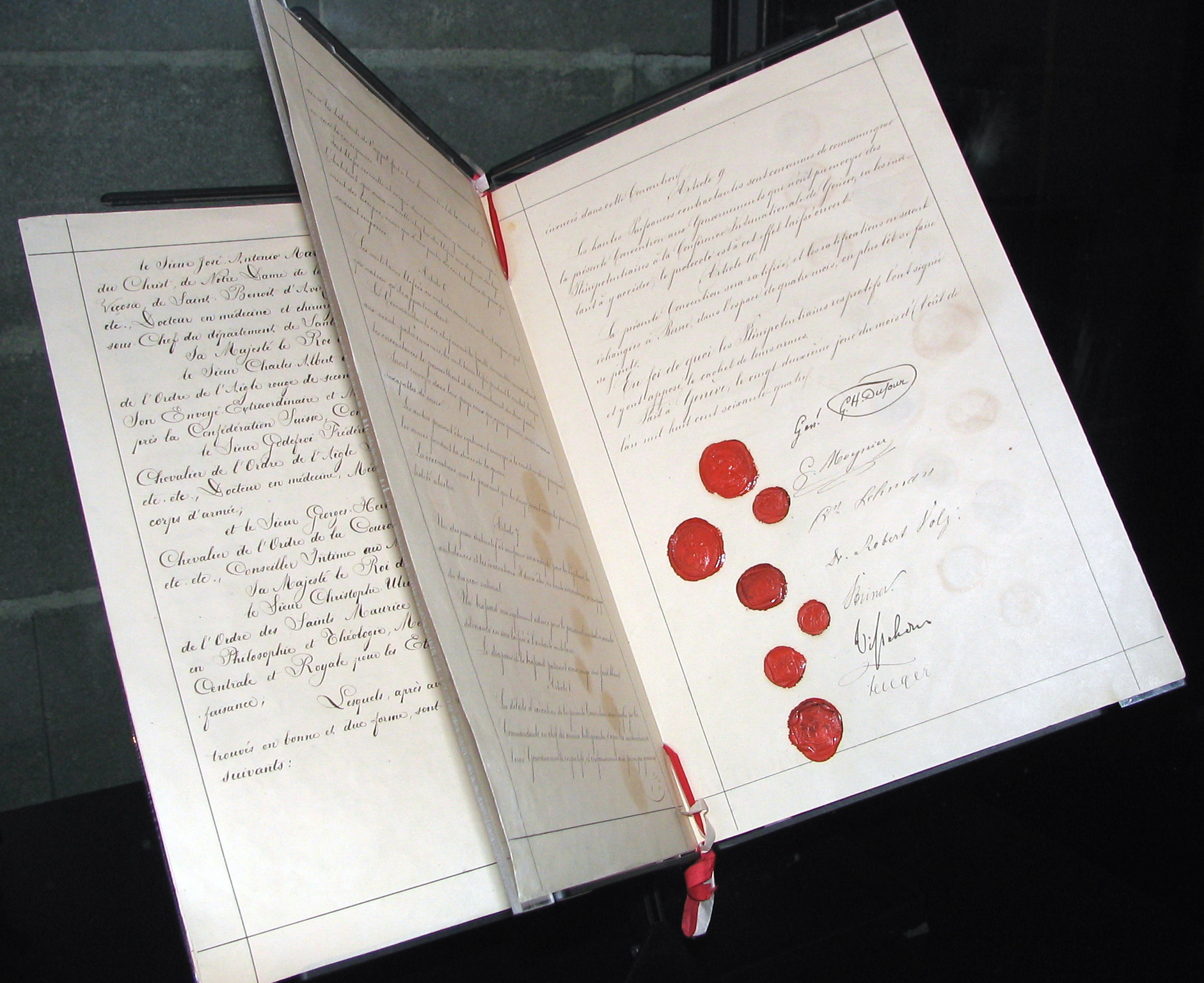
La Primera Convención de Ginebra, año 1864

El Primer Convenio de Ginebra, para Aliviar la Suerte de la Condición de los Heridos de los Ejércitos en Campaña, es uno de los cuatro tratados internacionales de los Convenios de Ginebra  "la base sobre la que descansan las normas del derecho internacional para la protección de las víctimas durante los conflictos armados". Fue adoptada por primera vez en 1864, pero se ha actualizado de manera significativa en 1906, 1929 y 1949. Está inextricablemente ligado al Comité Internacional de la Cruz Roja, que es a la vez el instigador de la creación y de hacer cumplir los artículos de esas convenciones.

## Historia
El Primer Convenio de Ginebra se instituyó en un período crítico en la historia política y militar de Europa política. Entre la caída de Napoleón I en la Batalla de Waterloo en 1815 y el ascenso de su  sobrino en la  campaña de Italia de 1859, las potencias habían mantenido la paz en el oeste de Europa. Sin embargo, con el  conflicto en la península de Crimea, la guerra había vuelto a Europa, y mientras que los problemas estaban "en una región distante y de difícil acceso", el norte de Italia, "se convirtió en un modo de acceder desde todas partes de Europa occidental, que al instante se llenó de curiosos y de observadores", mientras el derramamiento de sangre que, hasta entonces no era excesivo a la vista, resultó algo extraño y sorprendente.  A pesar de su intención de aminorar los estragos de la guerra el inicio de la Primera Convención de Ginebra inauguró "una renovación de la actividad militar a gran escala, a la que el pueblo de Europa occidental... no estaba acostumbrados desde que Napoleón I había sido eliminado."
El movimiento por un conjunto internacional de las leyes para regir el tratamiento y la atención a los heridos y  prisioneros de guerra comenzó cuando el activista de socorro Henri Dunant fue testigo de la batalla de Solferino en 1859, combate entre los ejércitos de  franceses -  piamonteses y el Ejército austriaco en el norte de Italia.  El posterior sufrimiento de los 40 000 soldados heridos que quedaron en el campo debido a la falta de instalaciones, personal, y treguas para darles la asistencia médica motivó a Dunant entrar en acción. Al regresar a Ginebra, Dunant publicó sus experiencias en Un souvenir de Solferino y, a través de su membresía en la Sociedad de Ginebra para el Bienestar Público, instó a convocar a una conferencia internacional, ayudando después a crear el Comité Internacional de la Cruz Roja en 1863.
El Comité Internacional de la Cruz Roja, al tiempo que reconoce que "sobre todo, el deber y la responsabilidad de una nación, es salvaguardar la salud y el bienestar físico de su propio pueblo", sabía que siempre, sobre todo en tiempos de guerra, serían "una necesidad las agencias voluntarias para complementarlas...los organismos oficiales encargadas de estas responsabilidades en todos los países." Para asegurarse de que su misión fuera ampliamente aceptada, se requería un conjunto de normas para regir sus propias actividades y las de las partes beligerantes implicadas.
El 22 de agosto de 1864, varios países europeos se congregaron en  Ginebra, Suiza donde se firmó el Primer Convenio de Ginebra:

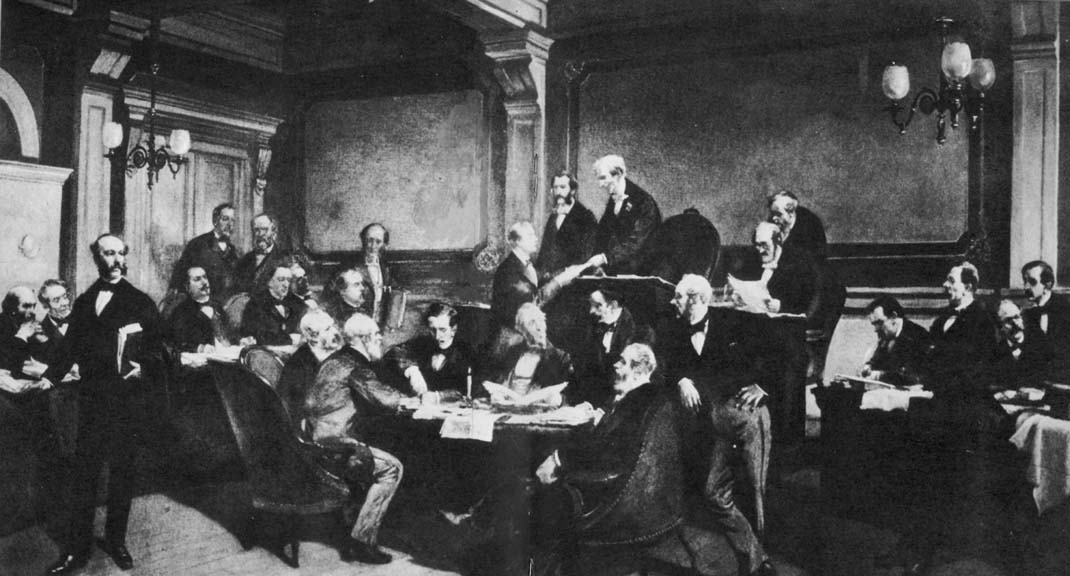
Firma del Primer Convenio de Ginebra por algunas de las principales potencias europeas en el año 1864

1. Gran Ducado de Baden (hoy Alemania)
2. Reino de Bélgica
3. Dinamarca
4. Imperio Francés
5. Hesse-Darmstadt (hoy Alemania)
6. Reino de Italia
7. Reino de los Países Bajos
8. Reino de Portugal
9. Reino de Prusia (hoy Alemania)
10. Reino de España
11. Confederación Suiza
12. Reino de Wurtemberg (Alemania)

Noruega y Suecia firmaron en el mes de diciembre.
No sólo fue el primero, sino que fue también el más básico y "su fuerza obligatoria deriva desde el consentimiento implícito de los Estados que lo han aceptado y aplicado en la realización de sus operaciones militares." Este primer esfuerzo previene sólo para:
1. la inmunidad de captura y destrucción de todos los centros para el tratamiento de soldados heridos y enfermos,
2. la recepción y tratamiento médico imparcial de todos los combatientes heridos o enfermos,
3. la protección de los civiles que prestan ayuda a los heridos, y
4. el reconocimiento del símbolo de la Cruz Roja como medio de identificación de personas y equipos cubiertos por el acuerdo.[6]

A pesar de sus mandatos básicos fue un éxito en la rápida ejecución de importantes reformas.
Debido a las ambigüedades significativas en los artículos de ciertos términos y conceptos, y más aún a la rápida evolución de la guerra y la tecnología militar, los artículos originales tuvieron que ser revisados y ampliados, en gran parte en el Segundo Convenio de Ginebra en 1906 y en el Convenio de La Haya de 1899 que amplió los artículos a la guerra marítima. Fue  actualizado de nuevo en 1929 cuando se hicieron pequeñas modificaciones al mismo. Sin embargo, como  Jean S. Pictet, Director del Comité Internacional de la Cruz Roja, señaló en 1951, "la ley, sin embargo, siempre va a la zaga de la caridad, sino que además llega tarde en la conformación de las realidades de la vida y la necesidades de la humanidad", como tal, es deber de la Cruz Roja "ayudar en la ampliación del ámbito de la aplicación de la ley, en el supuesto de que... la ley conservará su valor", principalmente a través de la revisión y ampliación de estos principios básicos del Primer Convenio de Ginebra.

## Resumen de las disposiciones
Los diez artículos originales del tratado de 1864 se han ampliado a los actuales 64 artículos. Este largo tratado protege a los soldados que están fuera de combate (fuera de la batalla, debido a una enfermedad o lesión), así como del personal sanitario y religioso y de los civiles en la zona de batalla. Entre sus principales disposiciones:
- Artículo 12; Establece que los soldados heridos y los enfermos que están fuera de la batalla debe ser tratados con humanidad y, en particular, no deben ser ejecutados, heridos, torturados o sometidos a la experimentación biológica. Este artículo es la piedra angular del tratado, y define los principios de la mayoría del resto que derivan del tratado,[9] incluyendo la obligación de respetar las unidades médicas y sus establecimientos (capítulo III), al personal encargado de la atención de los heridos (capítulo IV), a los edificios y al material (capítulo V), a los medios de transporte sanitarios (Capítulo VI), y al signo de protección (Capítulo VII).
- Artículo 15; Establece que los soldados heridos y los enfermos deben ser recogidos, atendidos y protegidos, aunque también pueden llegar a ser prisioneros de guerra.
- Artículo 16; Exige que las partes en conflicto deben registrar la identidad de los muertos y heridos, y transmitir esta información a la parte contraria.
- Artículo 9:  permite a la Cruz Roja Internacional, "o a otro organismo humanitario imparcial" proporcionar protección y socorro a los soldados heridos y enfermos, así como al personal sanitario y religioso.

Para un debate detallado de cada artículo del tratado, ver el texto original y el comentario.